# Sondas para cometas e asteroides
Inicialmente existia uma grande nuvem de gás e de poeira interestelar onde hoje se localiza o atual Sistema Solar. Esta grande nuvem foi formada pela colisão de estrelas e por gases resultantes da grande explosão inicial, (Big Bang), que os astrônomos predizem.
Esta gigantesca nuvem de gás e poeira interestelar passou a girar ao redor de um único ponto, e neste ponto, devido a ação da força da gravidade começou a acumular gases e poeira. Com o passar do tempo, o ponto se transformou em um globo cheio de matéria onde a temperatura começou a subir. Este globo muito aquecido permitiu que o hélio e o hidrogênio iniciassem uma reação atômica de fusão e assim quando esta reação se tornou muito grande, surgiu uma estrela que é o atual Sol. Mais gases e poeira foram se juntando ao Sol, aumentando ainda mais a sua energia. Acredita-se que 100.000 anos se passaram antes que o Sol inicia-se a brilhar.
Porém parte da nuvem remanescente permaneceu girando em torno do Sol. Essas massas foram se aglutinando, até formarem os atuais planetas. Mas algumas dessas massas não conseguiram se juntar para formar um planeta. Permaneceram como pequenos corpos que giram em torno do Sol. Estes corpos são denominados de asteroides. Os asteroides também são chamados de protoplanetas. Quando um asteroide ao passar nas proximidades do Sol, vem a desenvolver uma cauda, ele passa a ser chamado de cometa.

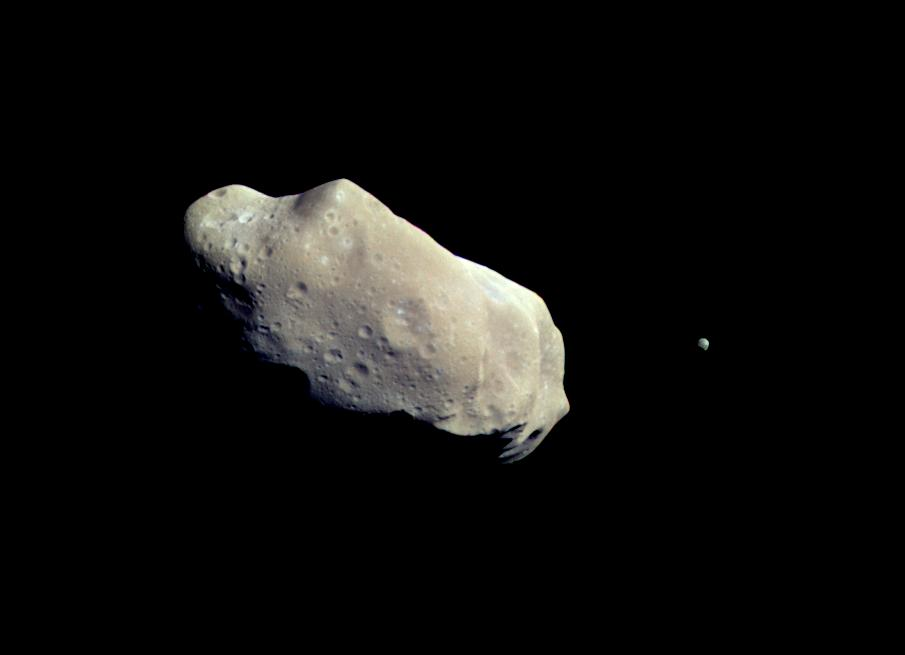
Asteroide Ida e sua lua Dactyl

A maioria dos asteróides conhecidos se situa na parte mais interna do Sistema Solar, entre as órbitas de Marte e de Júpiter, a uma distância da ordem de 2,8 unidades astronômicas (UA) do Sol. É chamado de Cinturão de Asteroides. O primeiro asteroide conhecido deste cinturão foi Ceres, descoberto em 1801 pelo italiano Giuseppe Piazzi
Mas alguns astrônomos imaginaram que ainda houvesse mais asteroides no Sistema Solar, porém bem distante do seu centro. Inicialmente foi previsto a existência da Nuvem de Oort, situado muito além da órbita do planeta Netuno.
Posteriormente foi previsto que houvesse um outro cinturão de asteroides, não tão distante como a Nuvem de Oort, mas mais próximo, também além da órbita de Netuno. Esta faixa de asteroides foi denominada de Cinturão de Kuiper.
Diante destes fatos, as diversas Agências Espaciais decidiram que deveriam explorar os asteroides e os cometas, porque eles são fósseis da época do início da formação do Sistema Solar. São corpos celestes que permaneceram intocados desde aquela época. Não sofreram as transformações geológicas que os planetas sofrem. Assim eles juntamente com a poeira interestelar passaram a ser objetos de pesquisa.
Alguns asteróides orbitam longe do Sol e são eventualmente são levados a viajar próximo ao Sol, quando tem suas órbitas perturbadas por algum outro corpo celeste como, por exemplo, o planeta Júpiter devido a sua enorme força da gravidade. Desta forma ficam mais fáceis de serem atingidos por sonda espaciais, pois suas órbitas passam mais próximos da Terra.
Alguns cometas como o Halley já passaram pelo Sol mais de 1.000 vezes. Seu núcleo já deve ter perdido muito de seu material mais volátil. Porém outros cometas como o 67P/Churyumov-Gerasimenko, teve sua órbita alterada por Júpiter e como passou pelo Sol apenas algumas vezes. Seu núcleo ainda contém todo o seu material original. Sendo um cometa mais interessante para ser pesquisado do que outros já gastos pela ação do Sol.
Abaixo estão listadas as diversas sondas que tiveram como um de seus objetivos, a pesquisa de asteroide ou também da poeira interestelar.
- ISEE-3/ICE (1978) - Era um programa de cooperação internacional entre a NASA e a ESA, para estudar a interação entre o vento solar com a magnetosfera da Terra. Após ter completado sua missão original em 1982, ela foi dirigida para interceptar o cometa Giacobini-Zinner
- VeGa (1984) -  Vega 1 e Vega 2 são duas sondas idênticas da URSS que visitaram Vênus e que depois se dirigiram ao cometa Halley.
- Sakigake (1985) -  Foi a primeira nave espacial do Japão a fazer o uso da assistência gravitacional e a sonda voou em direção ao cometa Halley.
- Giotto (1985) - A sonda Giotto foi uma missão da ESA com a finalidade de pesquisar o cometa Halley de perto.
- Suisei (1985) -  Foi a segunda sonda japonesa a pesquisar o cometa Halley em sua fase da missão estendida.
- Galileo (1989) - Sonda da NASA destinada a pesquisar Júpiter e que descobriu por dois asteroides que estavam em sua órbita e que um deles tinha um outro asteroide rodeando-o.
- Clementine (1994) - Sonda da NASA com a finalidade de testar tecnologias espaciais, de pesquisar a Lua, além de pesquisar o asteroide 1620 Geographos.
- NEAR (1996) - Sonda que teve a finalidade de estudar o asteroide Eros
- Deep Space 1 (1998) - Sonda destinada atestar novas tecnologias, acabou por pesquisar o asteroide Braille e na sua fase estendida, o cometa Borrelly.
- Stardust (1999) - Sonda da NASA com a finalidade é o de investigar o cometa Wild 2 e o asteroide Annefrank, além de recolher poeira interestelar.
- CONTOUR (2002) - Sonda da NASA com a finalidade de estudar dois cometas o Encke e o Schwassmann-Wachmann-3, e um terceiro cometa na sua fase estendida, que era o cometa d'Arrest.
- Hayabusa (2003) - Sonda da JAXA com a finalidade de coletar material de um pequeno asteroide que órbita próximo à Terra denominado de 25143 Itokawa.
- Rosetta (2004) - Missão da ESA com a finalidade de visitar o asteroide 67P/Churyumov-Gerasimenko, além dos asteroides Z867 Steins e 21 Lutetia, do Cinturão de Asteroides,
- Deep Impact (2005) - Missão com a finalidade de lançar um impactador contra o cometa 9P/Tempel 1.
- Dawn (2007?) - Missão da NASA que terá a finalidade de lançar uma sonda que irá examinar os asteroides Ceres e 4 Vesta do Cinturão de Asteroides.
- NEAP (2007-2010) - Missão que tem o propósito de investigar o asteroide 4660 Nereus.